# Kościół św. Jana Chrzciciela w Grabowie
Kościół świętego Jana Chrzciciela w Grabowie – rzymskokatolicki kościół parafialny mieszczący się we wsi Grabowo, w województwie podlaskim. Należy do dekanatu Szczuczyn diecezji łomżyńskiej.

## Historia
Obecna świątynia murowana została wzniesiona w latach 1842–1845, dzięki staraniom księdza Pawła Siennickiego według projektu architekta Hipolita Kossutha (jako projektanta podaje się również Hilarego Szpilowskiego), rozbudowana w 1937 roku o nawy boczne i wydłużone prezbiterium według projektu architekta Zygmunta Czaykowskiego, dzięki staraniom księdza Jana Bronowicza i w 1956 roku o kaplicę dzięki staraniom księdza Leona Ostalczyka. Budowla została konsekrowana w dniu 29 lipca 1845 roku przez biskupa płockiego Franciszka Pawłowskiego. Ufundowali ją Feliks Waga i parafianie. W latach 1999–2000 dzięki staraniom księdza proboszcza Krzysztofa Krośnickiego wyremontowano dach i wykonano nową elewacje zewnętrzną świątyni.

## Architektura i wyposażenie
Budowla reprezentuje styl późnoklasycystyczny. Jest to kościół typu bazylikowego. Pierwotnie była to budowla z jedną nawą, obecnie posiada trzy. Wieża nakryta jest hełmem namiotowym zakończonym żelaznym krzyżem. Do zabytków ruchomych świątyni należą m.in.: późnogotycka monstrancja z końca XVI stulecia, barokowa chrzcielnica z XVII stulecia, klasycystyczny kielich z 1840 roku, który ufundował Antoni Waga.